# Mineralokortikoidy

Strukturní vzorec aldosteronu, nejvýznamnějšího mineralokortikoidu

Mineralokortikoidy jsou hormony, které ovlivňují metabolismus minerálů v těle. Řídí především udržování normální hladiny sodíku a draslíku v krevní plazmě a objemu extracelulární tekutiny.
Jsou to steroidní hormony produkované v kůře nadledvin. Všechny kortikosteroidy mají jak mineralokortikoidní, tak glukokortikoidní aktivitu, mezi mineralokortikoidy se proto řadí ty z nich, u kterých mineralokortikoidní aktivita převažuje. Nejdůležitějším je aldosteron.

## Chemická struktura a biosyntéza

Syntéza aldosteronu

Mineralokortikoidy patří mezi steroidy, jejich chemickým základem je steranové jádro, cyklopentanoperhydrofenantren složený ze 17 uhlíků, s bočními řetězci, které zvyšují počet uhlíků v molekule mineralokortikoidů na 21. V organismu jsou syntetizovány z cholesterolu odštěpením jeho postranního řetězce a vytvoření oxoskupiny na dvacátém uhlíku. Vzniklá molekula pregnenolonu je konvertována na progesteron dehydrogenací na třetím uhlíku a účinkem izomerázy.
Vzniklá molekula progesteronu je substrátem pro sérii hydroxylací, při kterých je na přesně dané uhlíky přidávána hydroxylová skupina OH. Hydroxylací na pozici C21 je potřebná pro mineralokortikoidní i glukokortikoidní účinek. Vzniká 11-deoxykortikosteron, který je aktivním mineralokortikoidem, schopným indukovat zadržování sodíku. Hydroxylací 11-deoxykortikosteronu na pozici C11 vzniká kortikosteron, který má především glukokortikoidní aktivitu a je jen slabým mineralokortikoidem, s 5 % účinnosti aldosteronu.
Výše popsané procesy mohou probíhat v celé kůře nadledvin. Pouze buňky zona glomerulosa ovšem vytváří enzym, který dovoluje další hydroxylaci na pozici C18 za vzniku 18-hydroxykortikosteronu. Hydroxylová skupina na osmnáctém uhlíku je následně dehydratována na aldehyd a vzniká aldosteron.
Na druhou stranu, buňkám zona glomerulosa chybí enzym, který umožňuje hydroxylaci na pozici C17, což dává vzniklým steroidům vyšší glukokortikoidní aktivitu a vede k syntéze kortizolu, nejsilnějšího lidského glukokortikoidu.

## Vylučování mineralokortikoidů

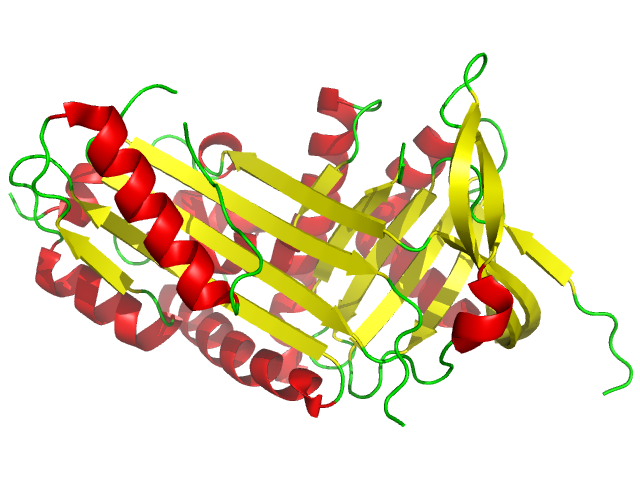
Model bílkoviny transkortin, na kterou se vážou kortikosteroidy uvolněné do krve s výjimkou aldosteronu

Buňky zona fasciculata a zona retikularis podléhají řízení z hypofýzy prostřednictvím ACTH. Jeho přítomnost spustí uvolnění cholesterolu z tukových kapének uvnitř cytoplasmy buněk kůry nadledvin a jeho konverzi na pregnenolon. Tyto buňky dále syntetizují hormony s mineralokortikoidní aktivitou jen, když nejprve dojde k hydroxalaci na pozici C21, protože to brzdí hydroxylaci na C17. Vzniká tak 11-deoxykortikosteron a kortikosteron.
Buňky zona glomerulosa jsou regulovány především přes systém renin-angiotenzin-aldosteron, vazbou angiotenzinu II na receptory buněk této zóny kůry. To jednak spustí uvolnění cholesterolu a jeho konverzi na pregnenolon, jednak podporuje hydroxylaci kortikosteronu a vznik aldosteronu. Syntézu aldosteronu podobným způsobem spouští také zvýšení koncentrace draslíku v krevní plasmě.Jen omezeně má na činnost buněk zona glomerulosa vliv také sodík a ACTH.
Buňky v sobě vytvořené hormony nijak neskladují a uvolňují je do krve okamžitě po jejich vzniku. Aldosteron nemá žádný specifický vazebný protein, pouze se slabě váže na albumin. Kvůli tomu je jeho setrvávání v plasmě velmi krátké, je rychle vychytáván játry, kde je přeměněn na tetrahydroaldosteron-3-glukosiduronát, který je vylučován močí. Aldosteron nikdy nedosahuje takové koncentrace v krevní plasmě, aby mohl mít i glukokortikoidní účinky. 11-deoxykortikosteron a kortikosteron se v krevní plasmě vážou na transkortin, přičemž plasmatický poločas kortikosteronu je méně než 1 hodina.

## Biologické účinky

Schema popisující systém renin-angiotenzin-aldosteron, ve kterém je mineralokortikoid aldosteron na posledním místě

Glukokortikoidy jsou steroidní hormony: prostupují buněčnou membránou buněk a vážou se přímo v cytoplasmě na specifické receptory. Kortikosteron i aldosteron se s vysokou afinitou vážou i na glukokortikoidový receptor, tzv. receptor II. typu ale jejich koncentrace v krevní plasmě je udržována příliš nízko, než aby se jejich glukokortikoidní aktivita mohla nějak projevit. Receptory pro mineralokortikoidy, tzv. I. typu, jsou rovněž obsazovány i kortizolem a kortikosteronem. Aldosteron však v zde získává výhodu tím, že nemá žádný vazebný protein v plasmě, takže veškerý aldosteron je aldosteron volný, který může rychle vstupovat do buněk a vázat se na receptory, druhou pojistkou jeho účinku i v konkurenci ostatních hormonů je pak fakt, že v cílových tkáních jsou receptory I. typu vybavené enzymem, který rozkládá kortizol a kortikosteron, ne však aldosteron, což vytváří jejich absolutní selektivitu. Cílové buňky s receptorem I. typu jsou především v ledvinách, tračníku a příušní slinné žláze, dále v hipokampu a v srdci.
Navázání mineralokortikoidu na receptor v cytoplasmě vytváří komplex hormon-receptor, který má schopnost navázat se na chromatin na specifickou oblast DNA a aktivovat expresi určitých genů. V buňkách ledvin je důsledkem zvýšení počtu sodných kanálů v buněčné membráně přivrácené do ledvinových kanálků, zvyšuje se také aktivita mitochondriálních enzymů včetně citrátsyntázy, čímž se zvýší produkce ATP a zvyšuje se poměr NADH/NAD. To pravděpodobně jednak zvyšuje průnik sodíku z ledvinových kanálků do buněk, jednak zvyšuje schopnost buňky odčerpávat sodné ionty Na+/K+ pumpou na straně odvrácené.
Další proteiny vzniklé pod vlivem mineralokortikoidů se podílejí na zvýšené sekreci draslíkových, vodíkových a amonných iontů. Aldosteron vykazuje nejsilnější účinek ze všech kortikosteroidů, je 30-50x účinnější než 11-deoxykortikosteron a 1000x účinnější než kortikosteron a kortizol. Protože je však kortizol přítomen v těle v mnohem větších koncentracích než aldosteron, i on se svou mineralokortikoidní, i když slabou, aktivitou podílí na regulaci zadržování sodíku a vylučování draslíku ledvinami.
Absolutním důsledkem působení mineralokortikoidů je zvýšení zpětné resorbce sodíku z primární moči do extracelulární tekutiny, což s sebou osmoticky strhává i vodu, která je tak společně se sodnými ionty zadržována v organismu.

## Význam
Aldosteron je součástí systému renin-angiotenzin-aldosteron, který řídí výšku krevního tlaku a objem krve. Nadměrné i nedostatečné vylučování hormonů s mineralokortikoidním účinkem vyvolává závažná onemocnění.
Při ztrátě funkce kůry nadledvin vzniká Addisonova nemoc: její projevy jsou dány kombinací nedostatku glukokortikoidů a mineralokortikoidů. Nemocný má kromě jiných příznaků nízký krevní tlak, sníženou glomerulární filtraci, nízkou hladinu sodíku a vysokou hladinu draslíku v krevní plasmě a to je důsledek právě nedostatku mineralokortikoidů.
Stav nadbytku mineralokortikoidů se nazývá aldosterismus. Projevuje se hypertenzí a alkalózou organismu s vysokou hladinou sodíku a nízkou hladinou draslíku v krevní plasmě.